# Washtenaw County
Washtenaw County je okres ve státě Michigan ve Spojených státech amerických. K roku 2010 zde žilo 344 791 obyvatel. Správním městem okresu je Ann Arbor. Celková rozloha okresu činí 1 871 km².